# 1990-es Formula–1 magyar nagydíj
A magyar nagydíj volt az 1990-es Formula–1 világbajnokság tizedik futama, amelyet 1990. augusztus 12-én rendeztek meg a Hungaroringen.

## Futam
A Williamsek alkották az első sort, Thierry Boutsen indult a pole-ból Riccardo Patrese előtt. A rajt Gerhard Bergernek sikerült a legjobban, Boutsen mögé jött fel. Ayrton Senna Alain Prosthoz hasonlóan visszaesett a rajtnál. A brazilnak a 21. körben sikerült megelőznie Jean Alesit, de ekkor defekt miatt kiállt a boxba. Később Alessandro Nannini és Prost is megelőzte Alesit, de Prost erőátviteli probléma miatt kiesett. Senna boxkiállása után gyorsan zárkózott fel az élen haladó öt autóra. Miután Berger, Nigel Mansell és Patrese is mögé került, a brazil Nanninit próbálta megelőzni a sikánnál a 64. körben. A két autó összeütközött. Míg Nannini a sóderágyban ragadt, Senna továbbhajtott és utolérte Boutsent, de megelőzni nem tudta. A belga versenyző pályafutása harmadik győzelmét szerezte meg, Senna második, Nelson Piquet harmadik lett.
| Helyezés | Rajtszám | Versenyző          | Csapat/Motor          | Futott kör | Idő/Kiesés oka | Rajthely | Pont |
| -------- | -------- | ------------------ | --------------------- | ---------- | -------------- | -------- | ---- |
| 1        | 5        | Thierry Boutsen    | Williams-Renault      | 77         | 1h49:30,597    | 1        | 9    |
| 2        | 27       | Ayrton Senna       | McLaren-Honda         | 77         | + 0,288        | 4        | 6    |
| 3        | 20       | Nelson Piquet      | Benetton-Ford         | 77         | + 27,893       | 9        | 4    |
| 4        | 6        | Riccardo Patrese   | Williams-Renault      | 77         | + 31,833       | 2        | 3    |
| 5        | 11       | Derek Warwick      | Lotus-Lamborghini     | 77         | + 1:14,244     | 11       | 2    |
| 6        | 29       | Éric Bernard       | Larrousse-Lamborghini | 77         | + 1:24,308     | 12       | 1    |
| 7        | 12       | Martin Donnelly    | Lotus-Lamborghini     | 76         | + 1 kör        | 18       |      |
| 8        | 15       | Maurício Gugelmin  | Leyton House-Judd     | 76         | + 1 kör        | 17       |      |
| 9        | 10       | Alex Caffi         | Arrows-Ford           | 76         | + 1 kör        | 26       |      |
| 10       | 21       | Emanuele Pirro     | Dallara-Ford          | 76         | + 1 kör        | 13       |      |
| 11       | 25       | Nicola Larini      | Ligier-Ford           | 76         | + 1 kör        | 25       |      |
| 12       | 9        | Michele Alboreto   | Arrows-Ford           | 75         | + 2 kör        | 22       |      |
| 13       | 17       | Gabriele Tarquini  | AGS-Ford              | 74         | + 3 kör        | 24       |      |
| 14       | 26       | Philippe Alliot    | Ligier-Ford           | 74         | + 3 kör        | 21       |      |
| 15       | 24       | Paolo Barilla      | Minardi-Ford          | 74         | + 3 kör        | 23       |      |
| 16       | 28       | Gerhard Berger     | McLaren-Honda         | 72         | Ütközés        | 3        |      |
| 17       | 2        | Nigel Mansell      | Ferrari               | 71         | Ütközés        | 5        |      |
| Ki       | 19       | Alessandro Nannini | Benetton-Ford         | 64         | Ütközés        | 7        |      |
| Ki       | 16       | Ivan Capelli       | Leyton House-Judd     | 56         | Váltóhiba      | 16       |      |
| Ki       | 30       | Szuzuki Aguri      | Larrousse-Lamborghini | 37         | Motorhiba      | 19       |      |
| Ki       | 1        | Alain Prost        | Ferrari               | 36         | Váltóhiba      | 8        |      |
| Ki       | 4        | Jean Alesi         | Tyrrell-Ford          | 36         | Ütközés        | 6        |      |
| Ki       | 8        | Stefano Modena     | Brabham-Judd          | 35         | Motorhiba      | 28       |      |
| Ki       | 23       | Pierluigi Martini  | Minardi-Ford          | 35         | Ütközés        | 14       |      |
| Ki       | 22       | Andrea de Cesaris  | Dallara-Ford          | 22         | Motorhiba      | 10       |      |
| Ki       | 3        | Nakadzsima Szatoru | Tyrrell-Ford          | 9          | Fékhiba        | 15       |      |
| NK       | 18       | Yannick Dalmas     | AGS-Ford              |            |                |          |      |
| NK       | 7        | David Brabham      | Brabham-Judd          |            |                |          |      |
| NK       | 36       | Jyrki Järvilehto   | Onyx-Ford             |            |                |          |      |
| NK       | 35       | Gregor Foitek      | Onyx-Ford             |            |                |          |      |
| NeK      | 14       | Olivier Grouillard | Osella-Ford           |            |                |          |      |
| NeK      | 31       | Bertrand Gachot    | Coloni-Ford           |            |                |          |      |
| NeK      | 33       | Roberto Moreno     | Euro Brun-Judd        |            |                |          |      |
| NeK      | 34       | Claudio Langes     | Euro Brun-Judd        |            |                |          |      |

## Statisztikák
- Vezető helyen:
- Thierry Boutsen: 77 kör (1–77)

Thierry Boutsen 3. győzelme, egyetlen pole-pozíciója, Riccardo Patrese 5. leggyorsabb köre.
- Williams 44. győzelme.